# Edward Ormondroyd
Edward Ormondroyd (* 8. Oktober 1925 in Wilkinsburg, Pennsylvania) ist ein amerikanischer Schriftsteller, der hauptsächlich durch seine Kinder- und Jugendbücher bekannt wurde.
Er wuchs in Pennsylvania und Michigan auf und diente im Zweiten Weltkrieg als Matrose an Bord eines Zerstörers. Nach Kriegsende studierte er Englisch und Bibliothekswesen an der University of California, Berkeley. In den 1970ern zog er in den Staat New York um, wo er bis heute lebt. Zwischen 1957 und 1985 veröffentlichte er ein Dutzend Bücher, von denen das bekannteste der Jugend-Fantasyroman David and the Phoenix ist. Sein Roman Time at the Top wurde 1999 für das Fernsehen verfilmt.
Ormondroyd ist verheiratet und hat mit seiner Frau sieben Kinder.

## Werk
- David and the Phoenix (1957)
- The Tale of Alain (1960)
- Time at the Top (1963)
- Jonathan Frederick Aloysius Brown (1964)
- Theodore (1966)
- Michael, the Upstairs Dog (1967)
- Broderick (1969)
- Theodore's Rival (1971)
- Castaways on Long Ago (1973)
- Imagination Greene (1973)
- All in Good Time (1975)
- Johnny Castleseed (1985)